# Pretty Vacant
Pretty Vacant è il terzo singolo del gruppo musicale britannico Sex Pistols, pubblicato il 2 luglio 1977 dalla Virgin Records.

## Descrizione
Pretty Vacant portò i Pistols alla loro prima (e ultima) apparizione al programma musicale inglese Top of the Pops. Il riff del bassista Glen Matlock è ispirato a quello della canzone S.O.S. degli ABBA, dopo che la band lo aveva ascoltato alla radio. La tematica del brano si fa beffe della disoccupazione giovanile dilagante all'epoca: «We're so pretty, oh so pretty! / Vacant / But now... / And we don't care!» (lett. "Siamo così carinamente, oh così carinamente/ Disoccupati/ ma ora.../ Non ce ne frega niente!").
Il lato B del singolo contiene una cover di No Fun di The Stooges che dura sette minuti, ovvero il doppio della versione originale.
Nel marzo 2005, la rivista britannica Q stilò la classifica 100 Greatest Guitar Tracks Ever! (lett. "I 100 migliori pezzi da suonare con la chitarra"), in cui Pretty Vacant si è piazzata al 26º posto.
Nel 2007, è uscita una nuova versione di Pretty Vacant per il videogioco Skate. Per l'occasione il produttore Chris Thomas riunì in studio John Lydon, Steve Jones e Paul Cook, mentre non partecipò alla registrazione Glen Matlock.

## Altri utilizzi
- Nel 1981 la canzone è stata utilizzata nella colonna sonora del film diretto da Ralph Bakshi American Pop.
- Pretty Vacant è stata utilizzata nel 1994 come sigla per un sketch in uno show televisivo comico[Cioè quale?] di nome The Vacant Lot.